# Okręg Librazhd
Okręg Librazhd (alb. rrethi i Librazhd) – jeden z trzydziestu sześciu okręgów administracyjnych w Albanii; leży we wschodniej części kraju, w obwodzie Elbasan. Liczy ok. 65 tys. osób (2008) i zajmuje powierzchnię 1023 km². Jego stolicą jest Librazhd.
W skład okręgu wchodzi jedenaście gmin: dwie miejskie Librazhd i  Prrenjas oraz dziewięć wiejskich Hotolisht, Lunik, Orenjë, Polis, Qendër, Qukës, Rajcë, Steblevë, Stravaj.
Inne miasta: Përrenjas.